# Philodromus distans
Philodromus distans är en spindelart som beskrevs av Charles Denton Dondale och James H. Redner 1968. Philodromus distans ingår i släktet Philodromus och familjen snabblöparspindlar. Inga underarter finns listade i Catalogue of Life.